# Palpada scutellaris
Palpada scutellaris là một loài ruồi trong họ Ruồi giả ong (Syrphidae). Loài này được Fabricius mô tả khoa học đầu tiên năm 1805. Palpada scutellaris phân bố ở vùng Tân Nhiệt đới